# Kinosternon
Kinosternon (von Spix, 1824) es un género de tortugas acuáticas de la familia Kinosternidae, conocidas como tortugas de pantano o tortugas de ciénaga. Se diferencian de las tortugas almizcleras de la misma familia, por su talla más pequeña y caparazón menos abombado. Viven en Estados Unidos, México, Centroamérica, Venezuela, Colombia, Ecuador y Perú. 
Son carnívoras y consumen varios invertebrados acuáticos y peces, así como carroña.

## Especies
- Kinosternon abaxillare Baur in Stejneger, 1925 - Tortuga de pantano del Centro de Chiapas.[3][4][5][6][7][8]
- Kinosternon acutum (Gray, 1831) - Tortuga de pantano de Tabasco.
- Kinosternon alamosae Berry & Legler, 1980 - Tortuga de pantano de Álamos.
- Kinosternon angustipons Legler, 1965 - Tortuga de pantano de Centroamérica.
- Kinosternon baurii (Garman, 1891) - Tortuga de pantano rayada.
- Kinosternon chimalhuaca Berry, Seidel, & Iverson, 1997 - Tortuga de pantano de Jalisco.
- Kinosternon creaseri Hartweg, 1934 - Tortuga de pantano de Creaser.
- Kinosternon cruentatum Duméril, Bibron & Duméril, 1851 - Tortuga de pantano cara roja.
- Kinosternon cora Loc-Barragán et al., 2020 - Tortuga de pantano de Nayarit.[9]
- Kinosternon dunni Schmidt, 1947 - Tortuga de ciénaga colombiana o Cabeza de trozo.
- Kinosternon durangoense Iverson, 1979 - Tortuga de pantano de Durango.
- Kinosternon flavescens (Agassiz, 1857) - Tortuga de pantano amarilla.
- Kinosternon herrerai Stejneger, 1945 - Tortuga de pantano de Herrera.
- Kinosternon hirtipes (Wagler, 1830) - Tortuga de pantano de México o Morrocoy de patas gruesas.[10]
  - K. h. chapalaense Iverson, 1981 - Tortuga de pantano del Lago de Chapala.[2][10]
  - K. h. hirtipes (Wagler, 1830) - Tortuga de pantano del Valle de México o del Anáhuac.[2][11][10]
  - K. h. magdalense Iverson, 1981 - Tortuga de pantano de San Juanico o de Cotija.[2][12][10]
  - K. h. megacephalum Iverson, 1981 † - Tortuga de pantano de la Laguna de Viesca, Tortuga lagunera.[13][14][12][2][10]
  - K. h. murrayi Glass and Hartweg, 1951 - Tortuga de pantano de la Altiplanicie mexicana.[2][10]
  - K. h. tarascense Iverson, 1981 - Tortuga del Pantano del Lago de Pátzcuaro.[2][10]
- Kinosternon integrum Le Conte, 1854 - Tortuga de pantano mexicana, Morrocoy mexicano o Tortuga casquito.[11][10]
- Kinosternon iversoni Joseph-Ouni, Vander-Schouw, McCord, Frewer & Uhrig, 2025 - Tortuga de pantano de Sinaloa.[15]
- Kinosternon leucostomum (Duméril, Bibron & Duméril, 1851) - Tortuga de pantano de labios blancos.
- Kinosternon mariamadre Joseph-Ouni, Vander-Schouw, Frewer, Uhrig & McCord, 2025 - Tortuga de pantano de Isla Maria Madre.[16]
- Kinosternon mexicanum LeConte, 1854 - Tortuga escorpión del Pacífico mexicano, Tortuga de pantano de mejillas rojas del Pacífico.[17]
- Kinosternon oaxacae Berry & Iverson, 1980 - Tortuga de pantano de Oaxaca.
- Kinosternon scorpioides (Linnaeus, 1766) - Tortuga escorpión.
- Kinosternon sonoriense Le Conte, 1854 - Tortuga de pantano de Sonora.[15]
- Kinosternon steindachneri Siebenrock, 1906 - Tortuga del pantano de Florida.[18][7]
- Kinosternon stejnegeri Hartweg, 1938 - Tortuga de pantano de Arizona.[19][20]
- Kinosternon subrubrum Lacépède, 1788 - Tortuga de pantano del Este o del Misisipi.
- Kinosternon vogti López-Luna et al., 2018 - Tortuga de pantano de Vallarta.[21]

Además, se reconocen las siguientes especies fósiles:
- Kinosternon arizonaense Gilmore, 1923 - Conocido por restos fósiles del Plioceno/Pleistoceno (Arizona, EUA), anteriormente fue considerado conespecífico con K. stejnegeri.[20][19]
- Kinosternon notolophus Bourque, 2015 - Mioceno medio (Florida, EUA).[22][23]
- Kinosternon pannekollops Bourque, 2015 - Mioceno medio (Texas, EUA).[24][23]
- Kinosternon pojoaque Bourque, 2012 - Mioceno medio (Nuevo México, EUA).[25][26]
- Kinosternon rincon Bourque, 2015 - Mioceno/Plioceno (Nuevo México, EUA).[27][23]
- Kinosternon skullridgescens Bourque, 2012 - Mioceno medio (Nuevo México, EUA).[28][29]
- Kinosternon wakeeniense Bourque, 2015 - Mioceno superior (Kansas, EUA).[30][23]